# Francesco Crucitti
Francesco Crucitti (Reggio Calabria, 17 novembre 1930 – Roma, 26 agosto 1998) è stato un chirurgo italiano che ha promosso l'avanzamento dell'Istituto di Clinica Chirurgica ad Istituto Dipartimentale Policattedra del Policlinico Agostino Gemelli. Egli è anche conosciuto come il "chirurgo del Papa" per aver operato quattro volte Papa Giovanni Paolo II.

## Biografia

### Famiglia e formazione
Francesco Crucitti nacque a Reggio Calabria il 17 novembre 1930, da un ferroviere e da una casalinga. Essendo stato il primo di tre figli, gli fu data l'opportunità di studiare: frequentò, così, il liceo scientifico. All'età di sedici anni, conseguì la maturità da privatista in modo da poter iniziare subito a studiare medicina a Bologna, alla facoltà di Medicina e Chirurgia, dove si laureò a ventidue anni il 30 luglio 1952 con il massimo dei voti e la lode.

### Medico e docente universitario
Si trasferì a Padova nell'autunno del 1953 per iniziare la specializzazione in Chirurgia toracica, alla scuola di Vittorio Pettinari che conseguì il 18 luglio 1958. In seguito, nel 1960 ottenne la specializzazione anche in Urologia. In quello stesso anno egli ottenne il premio per "Operosità scientifica", per il suo lavoro sulla patologia toracica e sulla chirurgia del mediastino.
A partire dal 1963 conseguì svariate libere docenze ed in particolare: Patologia Chirurgica, Chirurgia Toracica, Chirurgia Generale, Terapia Chirurgica e Semeiotica Chirurgica. Dal 1966 al 1972 divenne aiuto di Clinica Chirurgica a Roma presso l'Istituto di Clinica Chirurgica e Terapia Chirurgica della Facoltà di Medicina e Chirurgia dell'Università Cattolica del Sacro Cuore. A partire dal 1972 egli coordinò la cattedra di Urologia e dal 1973 divenne direttore dell'Istituto di Semeiotica Chirurgica; inoltre istituì la cattedra di Semeiotica Chirurgica e fu anche direttore del corso di Specializzazione in Chirurgia d’urgenza e Pronto soccorso. Dal 1987 fu direttore dell'Istituto di Patologia Chirurgica e poi dell'Istituto di Clinica Chirurgica; nel biennio 1990-1992 egli fu anche Vicepresidente della Società Italiana di Chirurgia.

#### Principali contributi scientifici
Francesco Crucitti sostenne fortemente le tecniche di terapia integrata in Chirurgia Oncologica ed utilizzò le tecniche importate dal Giappone e dagli Stati Uniti per l'utilizzo della Radioterapia Intraoperatoria (I.O.R.T.) per i tumori del retto, dello stomaco e del pancreas. Egli, inoltre, aderì al registro delle ri-resezioni epatiche per metastasi da cancro colo-rettale e sviluppò una codifica dei principi di nutrizione parenterale ed enterale nei pazienti oncologici affetti da malnutrizione preoperatoria. Negli ultimi anni di carriera Francesco Crucitti si impegnò sul fronte del trapianto polmonare ed infatti egli fece parte del team chirurgico che portò a termine i primi sei casi di trapianto presso il Policlinico Universitario A. Gemelli di Roma, uno dei primi centri in Italia.

### Incarichi di rilievo
Egli è stato membro di molte società di ambito chirurgico, come per esempio la “Società Italiana di Chirurgia Toracica e Geriatrica”, di alcune di esse è stato anche presidente o vice presidente, come nel caso della “Società Italiana di Riabilitazione Medico-Chirurgica” o della “Società Italiana di Chirurgia Oncologica”. Egli è stato anche socio fondatore e membro del Consiglio Direttivo della "Società Italiana di Chirurgia Endoscopica”.
Il 13 giugno 1985 fu nominato Commendatore dal Presidente della Repubblica Francesco Cossiga e in quello stesso anno egli ricevette la Medaglia d’Oro al Merito della Sanità Pubblica. 
Negli anni '90 Francesco Crucitti fu designato dal Governo come consulente della regione Calabria e divenne membro del Comitato di Coordinamento e Progettazione del Centro di Ricerca e di Formazione ad Alta Tecnologia nelle Scienze Biomediche dell'Univerisità Cattolica di Campobasso.

### Vita privata
L'intensa attività di Crucitti si frapponeva al suo forte desiderio di tornare in Calabria, dai suoi familiari, nella sua città natia. Durante una delle passeggiate sul lungomare con gli amici, incontrò l'allora diciassettenne Alessandra de Lieto, che sposò nel mese di luglio del 1961. Si trasferirono a vivere a Padova, dove già lavorava Crucitti. Dalla loro unione nacquero: il primo figlio, Antonio (1962), Roberta (1964) e Pierfilippo (1968).
Nel 1990 scoprì di essere affetto da un tumore alla prostata, perciò fu operato presso il Johns Hopkins University Medical Center, negli U.S.A.. Nonostante ciò, la sua patologia si aggravò, ma egli continuò a praticare la professione fino agli ultimi mesi prima della morte, come infatti ricorda il suo assistente Giambattista Doglietto:
(Giambattista Doglietto)
Francesco Crucitti è morto a Roma il 26 agosto 1998 all'età di 67 anni: i funerali sono stati celebrati dal cardinale Sodano nella chiesa dell'Università Cattolica e Giovanni Paolo II si è recato nella sua abitazione per impartirgli l'ultima benedizione e ringraziare i suoi familiari. In occasione della sua morte i cittadini di Reggio Calabria gli hanno porto l'estremo saluto sfilando in silenzio nella sala consiliare e nella cattedrale.

## L'intervento su papa Giovanni Paolo II
Il 13 maggio 1981 fu la data che rese noto al pubblico Crucitti: diresse l'operazione chirurgica di urgenza di papa Giovanni Paolo II, al quale Mehmet Ali Ağca aveva sparato durante un'udienza. Il successo dell'intervento fece sì che fosse sempre lui ad essere scelto come chirurgo del Papa. Nel 1992, infatti, egli operò nuovamente Karol Wojtyła a causa di un polipo cancerizzato del colon discendente e l'8 ottobre 1996 egli operò, sorretto da un busto a causa del tumore, per l'ultima volta su Karol Wojtyła un'appendicectomia per appendicite subacuta. Francesco Crucitti è stato il primo medico nella storia ad aver operato quattro volte un Papa.
Venuto a conoscenza della morte di Crucitti, il Papa si recò in via delle Fornaci, dopo la sua udienza settimanale in Vaticano e prima di recarsi nella sua casa estiva a Castel Gandolfo: parlò con la moglie Alessandra ed i figli e benedisse la salma dopo avergli carezzato lievemente una guancia. Prima di andarsene disse: 
(Giovanni Paolo II)
Francesco Crucitti intrattenne una relazione amichevole con Karol Wojtyla con frequenti e lunghe chiacchierate, ma dal punto di vista professionale il loro era un rapporto conflittuale: Crucitti, difatti, ammoniva molto spesso il Papa riguardo alla sua “iperattività” e gli consigliava frequentemente di assumere uno stile di vita meno frenetico, ma senza essere ascoltato. “È un “cattivo” malato. Avrà bisogno soprattutto di nuova serenità” aveva affermato in un'intervista per il Corriere della Sera dell'8 Ottobre 1996.

## Monumenti e ricordi

### Via Francesco Crucitti
In occasione dell'anniversario di nascita di Francesco Crucitti e a dieci anni dalla sua morte, il 17 novembre 2008 gli è stata dedicata una targa toponomastica: Via Francesco Crucitti (ex Via Agostino Gemelli) locata di fronte all'ospedale in cui il chirurgo aveva trascorso la maggior parte della sua carriera. La celebrazione è stata presieduta dal sindaco di Roma, on. Gianni Alemanno.

### Surgical Research Association “Francesco Crucitti”
L'8 aprile 2011 è stata inaugurata un'associazione per la promozione della ricerca clinica e traslazionale in ambito chirurgico. Essa è aperta a tutti i laureandi o laureati in Medicina e Chirurgia con tesi di laurea o lavori scientifici attinenti alle discipline chirurgiche di: Chirurgia Generale, Chirurgia Toracica, Chirurgia Vascolare, Chirurgia dell’apparato digerente, Ginecologia, Urologia, Chirurgia maxillo-facciale.

### Premio Francesco Crucitti
È stato istituito un premio riservato al miglior chirurgo italiano under 40 che si distingue per l'attività interventistica, professionale clinica e scientifica svolta durante la carriera. Il premio è assegnato annualmente con l'Alto Patrocinio della Presidenza della Repubblica Italiana e consta di una medaglia del Presidente della Repubblica e una targa d'argento del Presidente della Società Polispecialistica Italiana Giovani Chirurghi (SPIGC).